# کوهستان آلاداغلار

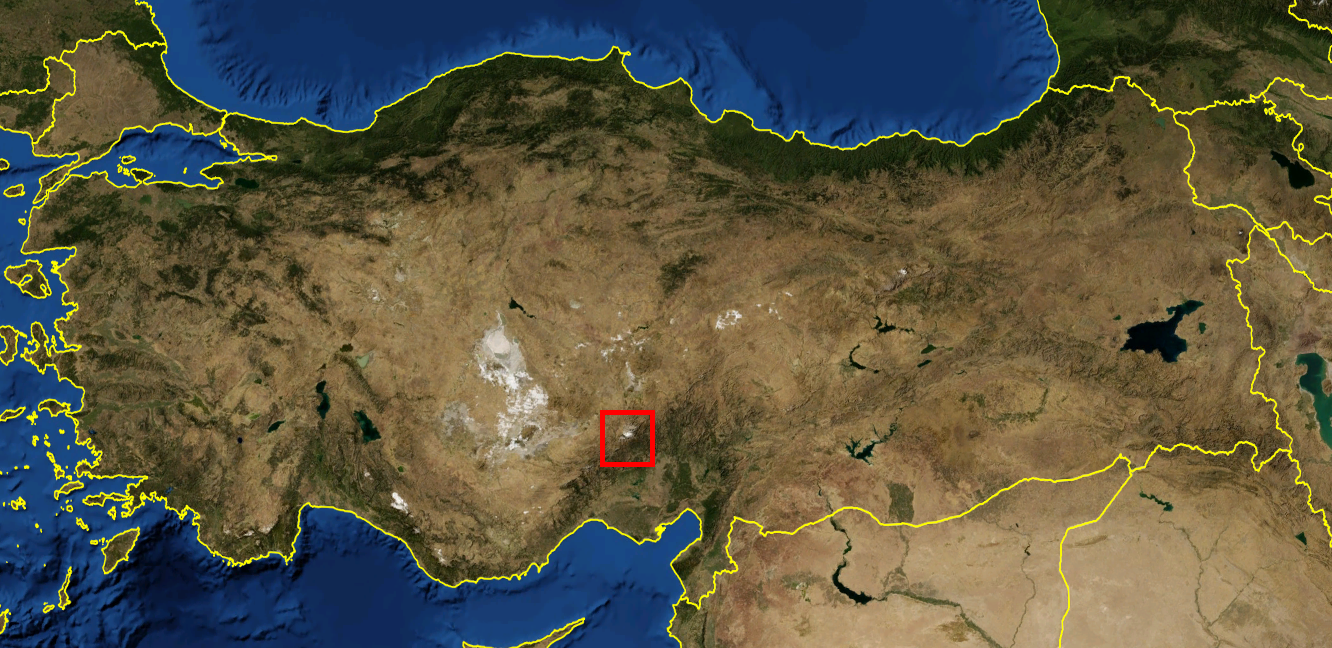
محل کوهستان آلاداغلار در نقشه ترکیه.

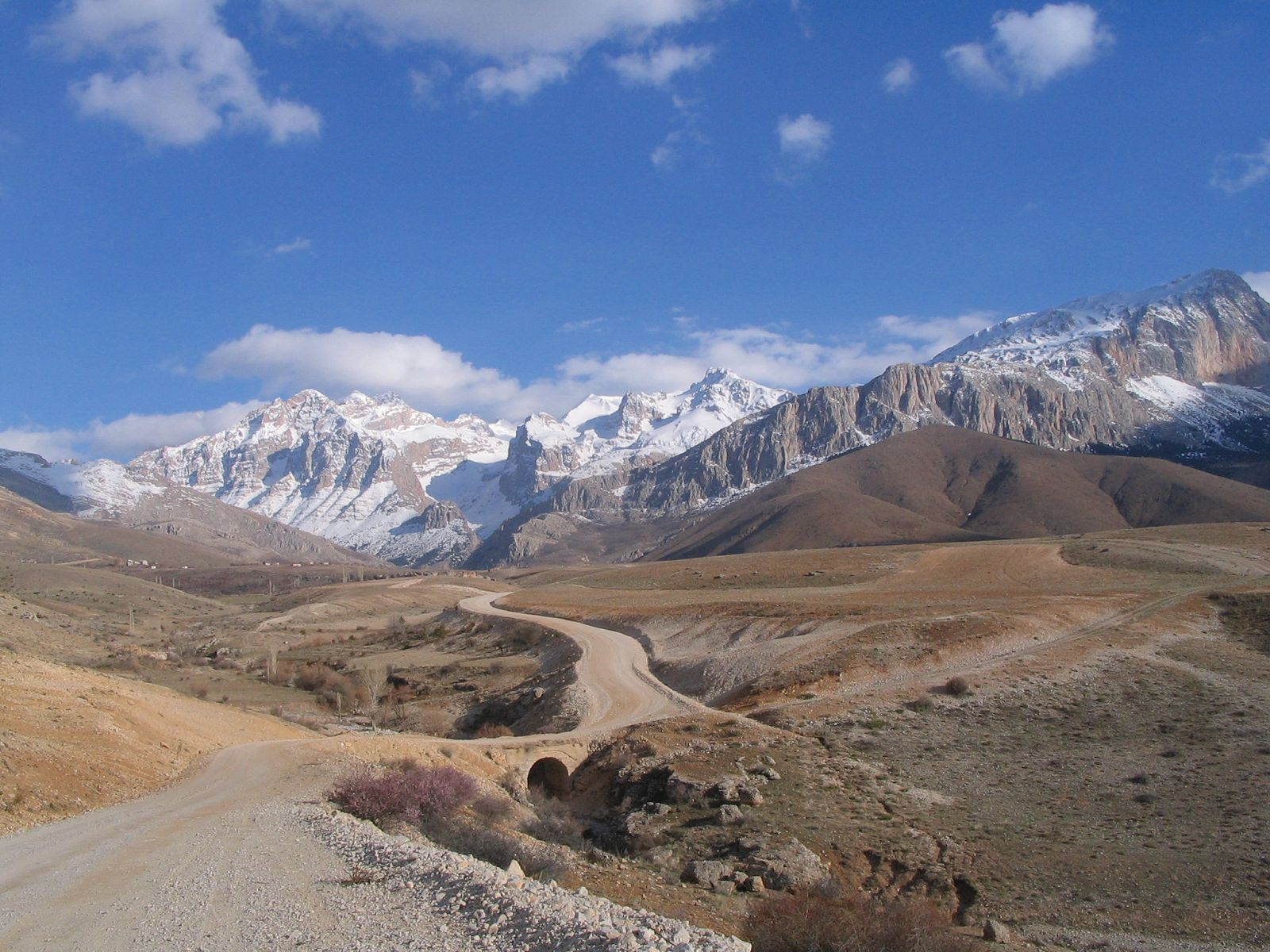
نمایی از کوهستان آلاداغلار.

کوهستان آلاداغلار یا کوه‌های توروس داخلی (یونانی: Αντίταυρος(ضد تائوروس) به ترکی: Aladağlar) نام رشته‌کوهی است واقع در جنوب و شرق ترکیه که به صورت منحنی در شمال شرق کوه‌های توروس قرار گرفته است. بلندترین کوه در کوهستان آلاداغلار، کوه ارجیس (Erciyes) است که ۳۹۱۷ متر ارتفاع دارد. 
تاریخ‌نگار یونانی، استرابو، نوشته است که در زمان او، قله ارجیس همیشه پوشیده از برف بوده و از فراز آن هم دریای سیاه و هم مدیترانه پیداست.